# Èsquines d'Atenes

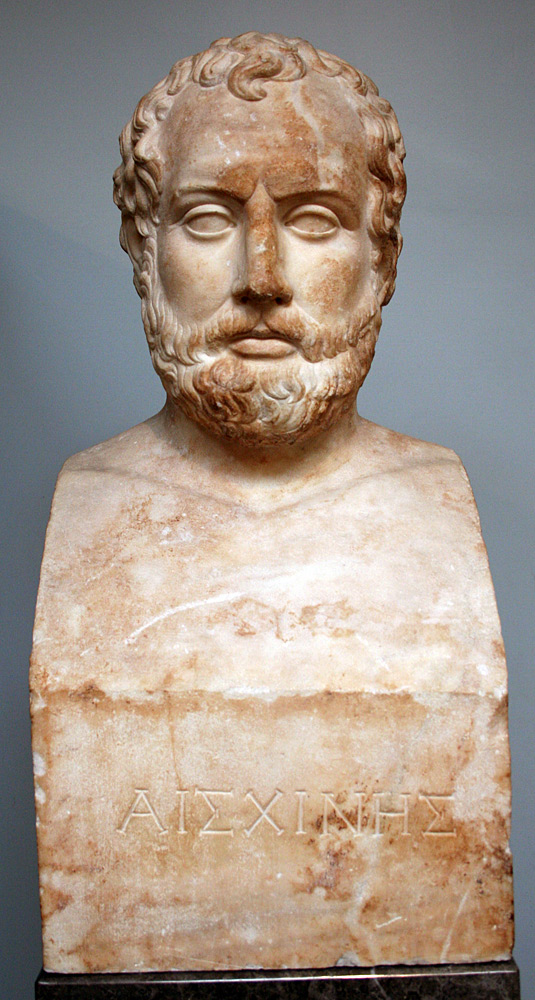
Bust d'Èsquines (inscripció). Marbre, còpia romana d'un original hel·lenístic grec, segle III aC. Bitolia, Macedònia.

Èsquines (Aeschines, Αἰσχίνης) (Atenes, ~390 aC — Rodes, 314 aC) fou un polític i orador atenenc, nascut el 389 aC, fill de Tromes i Glaucotea. Fou rival de Demòstenes, que diu que el seu pare no era atenenc i que ell mateix havia usurpat la ciutadania; de la seva mare diu que era una prostituta fins i tot després de casar-se. Equines en canvi diu que era de família honorable per part de pare i que els seus ancestres havien estat expulsats per la tirania dels Trenta; i la seva mare fou una ciutadana atenenca lliure i filla de Glàucies d'Acarnània. Èsquines tenia dos germans, un de més gran (Filòcrates) i un de més petit (Afòbet).
L'orador Aristòfon el va contractar com a secretari i després va servir a Eubul, cap del partit democràtic, del que fou molt amic. Es va casar amb la filla del noble Filòdem, i va tenir tres fills. Va servir a l'exèrcit com a soldat dels 18 als 20 anys i després hi va fer altres serveis. El 362 aC es va distingir a la batalla de Mantinea i el 358 aC a l'expedició a Eubea i va participar en la batalla de Tamines (Tamynae) rebent una distinció.
Dos anys després va començar la carrera política i va alertar del perill de Filip II de Macedònia. Després de la caiguda d'Olint el 348 aC va encapçalar una ambaixada a Arcàdia per unir als grecs contra Macedònia. A Arcàdia es va enfrontar verbalment a l'enviat de Filip, Hierònim, però sense èxit.
El 347 aC Filip va suggerir un tractat de pau amb els grecs i Filòcrates va decidir enviar una ambaixada a Macedònia, que van formar deu homes, entre ells Èsquines i Demòstenes; Filip va prometre enviar una ambaixada a Atenes per negociar els termes de la pau. Des de llavors Èsquines va ser sempre partidari de la pau amb Macedònia, fins al punt que sovint s'ha dit que havia estat subornat.
Quan l'ambaixada macedònia va arribar a Atenes, Demòstenes va acordar la pau i va proposar enviar els termes a Macedònia, ja que establia garanties pels aliats atenencs, mentre Èsquines proposava signar sense garanties. Èsquines fou enviat a Macedònia com ambaixador juntament amb altres quatre, amb urgència doncs Filip havia començat la guerra contra Cersobleptes I, el príncep dels odrisis aliat d'Atenes. Van arribar a Pel·la però van tardar temps a ser rebuts per Filip, i quan els va rebre ja havia derrotat a Cersobleptes. Tot i així la pau fou confirmada, i en aquesta pau els focis en foren exclosos.
Hipèrides i Timarc, segurament a instigació de Demòstenes, van llançar acusació contra els ambaixadors per traïció. Èsquines va llançar una contra acusació a Timarc que finalment va haver de retirar la seva i Èsquines va obtenir un brillant triomf.
Quan Filip II va avançar cap a les Termòpiles, Èsquines va assegurar que no hi havia intencions hostils contra Atenes i només contra Tebes. Fou enviat altre cop com ambaixador per obtenir garanties però Filip altre cop va demorar la seva recepció amb l'excusa que estava malalt. A la tornada Èsquines va declarar que el rei li havia fet saber secretament que no volia fer res contra Fòcida ni Atenes, però una mica després els macedonis es van apoderar de Fòcida i Demòstenes va considerar que Èsquines els havia traït altre cop, però el poble volia la pau. Es van formar dos partits, l'antimacedoni de Demòstenes, i el promacedoni de Èsquines.
El 346 aC Èsquines fou enviat a l'assemblea de l'amfictionia a Piles (Pylae) convocada per Filip II. El 343 aC Demòstenes va llançar l'acusació de traïció contra Èsquines del que va dir que havia estat subornat pel rei a la segona ambaixada a Macedònia. No es coneix el resultat de l'enfrontament però en tot cas va afectar la popularitat d'Èsquines.
El 342 aC Antífon que havia viscut exiliat a Macedònia va tornar amb la intenció de cremar els vaixells del port del Pireu. Fou descobert i arrestat. Èsquines va denunciar els fets com una violació dels drets democràtic però Antífon fou sentenciat a mort, però en general es va sospitar que Èsquines havia estat el seu còmplice.
El 340 aC Èsquines va anar altre cop al consell de l'amfictionia a Delfos, d'on va sorgir la declaració de la segona guerra sagrada contra Amfissa a la Lòcrida, i Filip fou nomenat estrateg en cap i amb trenta mil soldats es va apoderar del país.
Demòstenes li va voler fer front i el 338 aC la batalla de Queronea va establir l'hegemonia macedònia a Grècia. Èsquines es va oposar a donar una corona a Demòstenes com a premi al seu patriotisme, però l'oposició va quedar en punt mort fins al 330 aC quan ja les coses eren diferents. Va iniciar una acusació contra Ctesifont el 330 aC però fou derrotat per Demòstenes, que defensava a l'acusat, i es va haver d'exiliar a l'Àsia Menor.
Quan va saber la mort d'Alexandre el Gran el 324 aC, va anar a  Rodes on va establir una escola d'eloqüència. Una vegada que un alumne va escoltar la seva acusació contra Ctesifont, va quedar sorprès de què amb una tan brillant oratòria hagués pogut ser derrotat, i va contestar que si la seva era brillant la de Demòstenes era encara millor. Finalment va anar a Samos on va morir el 314 aC.